# Hórreo Casa Etxegaray (Orbaiceta)

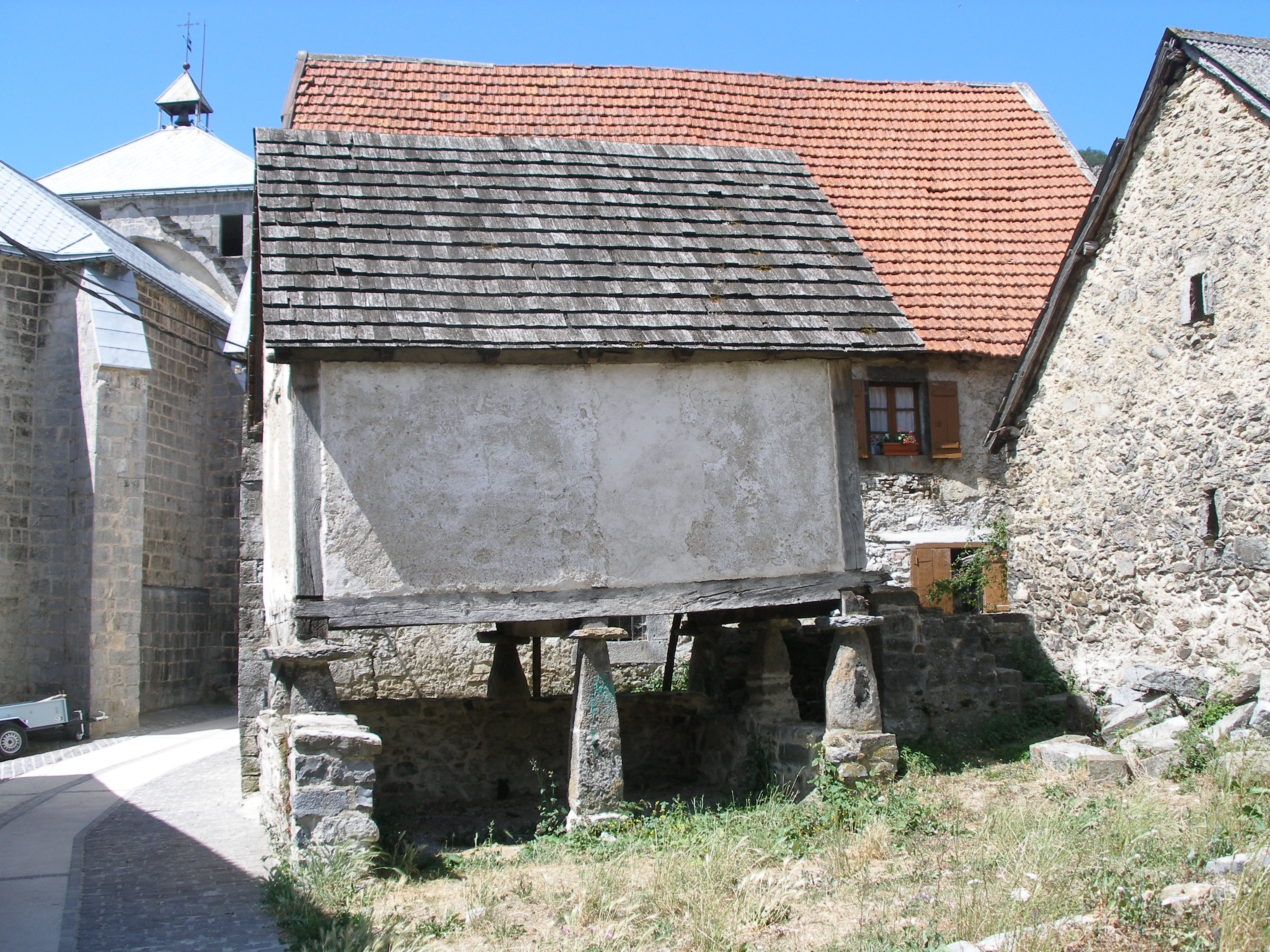
Hórreo Casa Etxegaray in Orbaiceta

Der Hórreo Casa Etxegaray in Orbaiceta, einer spanischen Gemeinde in der Autonomen Gemeinschaft Navarra, wurde vermutlich im 19. Jahrhundert errichtet. Der Hórreo ist seit 1993 ein geschütztes Kulturdenkmal (Bien de Interés Cultural). 
Der Hórreo in Fachwerkbauweise, der auf acht Stützen steht, ist ein schlichter, verputzter Bau mit Satteldach und Holzschindeldeckung. Er wurde 1991 renoviert.